# Die Nixe
Die Nixe ist ein russischer Öl-auf-Glas-Animations-Kurzfilm von Alexander Petrow aus dem Jahr 1997. Er beruht auf einer Erzählung von Alexander Puschkin.

## Handlung
Zum Winterende bricht das Eis des Sees und ein junger Novize entdeckt im reißenden Strom zwischen Eisblöcken eine nackte junge Frau. Er zieht sie ans Ufer und eilt in seine Hütte, die er sich mit seinem alten Lehrmeister teilt, und holt einen Schlitten mit einem warmen Fell. Als er zum See zurückkommt, ist die junge Frau verschwunden. Ihre Schneespuren enden am Wasser.
Im Frühjahr sitzt der Novize am See, als die junge Frau aus dem Wasser springt und ihn mit ihrem Lachen und dem delfingleichen Schwimmen begeistert. Sie fängt Fische mit ihrem Mund und wirft sie dem Novizen zu. In der Hütte hört der alte Lehrmeister das Lachen und wird in seine Jugend zurückversetzt. Einst liebte er ein Mädchen, das dieses Lachen hatte. Er heiratete jedoch eine andere und die junge Frau rannte damals entsetzt aus der Kirche. Als der alte Mann zum See kommt, erkennt er in dem Mädchen den Widerschein der damals Verlassenen. Auch die Nixe erkennt ihn, verzieht das Gesicht und taucht zurück ins Wasser. Der Alte schlägt dem Novizen den Blütenkranz vom Kopf, den ihm die Nixe gegeben hat, und sperrt ihn in die Hütte.
In der Nacht erwacht der alte Mann und sieht, dass der Novize aus der Hütte geflohen ist. Er folgt ihm zum See. Der Novize ist im Boot auf den See gerudert. Die Nixe versucht, das Boot zum Kentern zu bringen, und tatsächlich fällt der Novize ins Wasser, wo die Nixe ihn erwartet. Es kommt ein Sturm auf, der jedoch den alten Mann am Ufer tötet. Auch die junge Frau liegt nach dem Sturm tot am Ufer – in den Armen des alten Mannes. Der junge Novize sitzt erschüttert am Ufer.

## Produktion
Die Nixe entstand in Öl-auf-Glas-Animation. Die Gestalt der Hauptfigur ist keine klassische Meerjungfrau, sondern eine Russalke, ein Naturgeist der russischen Mythologie. Meist handelt es sich dabei um ertrunkene Jungfrauen, was das Schicksal der Geliebten des alten Mannes andeutet.
Der Gesang im Film stammt von Eugenia Smolianinowa.

## Auszeichnungen
Auf der Cinanima gewann Petrow 1997 den Grand Prize. Im Jahr 1998 erhielt der Film auf dem Ottawa International Animation Festival den Craft Prize und wurde auf dem Animafest Zagreb mit dem Grand Prize ausgezeichnet.
Die Nixe war 1998 für einen Oscar in der Kategorie „Bester animierter Kurzfilm“ nominiert, konnte sich jedoch nicht gegen Geri’s Game durchsetzen. Auf der Berlinale 1997 lief Die Nixe im Wettbewerb um den Goldenen Bären.